# Публий Сульпиций Гальба
Пу́блий Сульпи́ций Га́льба (лат. Publius Sulpicius Galba; умер после 57 года до н. э.) — римский политический деятель из патрицианского рода Сульпициев, претор в 68/66 году до н. э., член жреческой коллегии понтификов. Неудачно претендовал на консулат 63 года до н. э.

## Биография
Публий Сульпиций принадлежал к знатному патрицианскому роду Сульпициев, предположительно происходившему из Камерина. Первый Сульпиций (из упоминающихся в источниках) был консулом в 500 году до н. э., а в дальнейшем представители этого рода регулярно занимали высшие римские должности. В деталях о происхождении Публия и, в частности, о его гипотетическом родстве с Сервием Сульпицием Гальбой, претором 54 года до н. э., ничего не известно
Самый ранний источник, содержащий информацию о Публии Сульпиции, — монета с надписью P. Galb. ed. cur. («Публий Гальба, курульный эдил») и изображением головы Весты и жертвенных животных. Из этих данных исследователи делают вывод, что Гальба занимал должность курульного эдила и на момент избрания уже состоял в жреческой коллегии понтификов. Его эдилитет исследователи датируют предположительно 71 или 69 годом до н. э.
В 70 году до н. э. Публий был в числе судей, рассматривавших дела о вымогательстве. Известно, что обвинённый в коррупции бывший наместник Сицилии Гай Веррес дал ему отвод. Позже (учитывая требования Корнелиева закона, это мог быть 68, 67 или 66 год до н. э.) Гальба занимал должность претора, а в 64 году до н. э. он выдвинул свою кандидатуру в консулы. Другими соискателями этой должности были патриций Луций Сергий Катилина, плебеи Гай Антоний Гибрида, Марк Туллий Цицерон, Гай Лициний Сацердот, Квинт Корнифиций и Луций Кассий Лонгин. Политические позиции Публия явно были слишком слабыми, несмотря на всеобщее уважение к нему: он потерпел поражение, уступив в том числе и своему конкуренту-патрицию (Катилина по итогам голосования стал третьим после Цицерона и Антония).
Годом позже Гальба не стал участвовать в выборах: по-видимому, он уступил своё право сородичу Сервию Сульпицию Руфу, который тоже проиграл.
Последнее упоминание о Публии Сульпиции относится к 57 году до н. э., когда ему пришлось вместе с другими понтификами рассмотреть вопрос о правомерности снятии религиозного запрета с одного земельного участка на Палатине. На этой земле стоял дом Цицерона, и Публий Клодий, добившись изгнания оратора, разрушил здание и поставил на его месте статую Свободы. По возвращении в Рим Цицерон восстановил свой дом, а Клодий объявил это кощунством. Понтифики единогласно высказались в поддержку Марка Туллия.